# Sigma Andromedae
Sigma Andromedae (Sig And, σ Andromedae, σ And), som är stjärnans Bayerbeteckning, är en dvärgstjärna belägen i mellersta delen av stjärnbilden Andromeda. Den har en skenbar magnitud på ungefär +4,5, och är tillräckligt ljus för att kunna ses med blotta ögat från de flesta platser. Baserat på parallaxmätningar gjorda under Hipparcosuppdraget befinner den sig på ett avstånd av 135 ljusår (41 parsek) från solen. Stjärnans magnitud minskar med 0,08 från genom skymning orsakad av mellanliggande gas och stoft.

## Egenskaper
Sigma Andromedae är av spektralklass av A2 V, som överensstämmer med spektrumet för en huvudseriestjärna av typ A. Den är cirka 450 miljoner år gammal och roterar snabbt med en projicerad rotationshastighet på 123 km/s. Vinkeldiametern enligt interferometrimätningar för denna stjärna är 0,465 mas, som med dess uppskattade avstånd motsvarar en fysisk radie av omkring 2,1 gånger solens radie. Den utstrålade energin från dess yttre atmosfär är 26 gånger solens vid en temperatur av 8 929 K, vilket ger den vita färg som karakteriserar en stjärna av typ A.
Tidigare har variationer hos radialhastigheten rapporterats, men detta är inte bekräftat. Stjärnan visar inga signifikanta fotometriska variationer och används som en standardstjärna för stjärnors färgklassning. Sigma Andromedae är kandidat till att ingå i grupp av stjärnor som inräknas i Ursa Major Moving Group. Detta är en uppsättning stjärnor som delar en gemensam rörelse genom rymden, vilket tyder på att de har ett gemensamt ursprung.